# Malcolm X (film)
Malcolm X este un film biografic din 1992 regizat de Spike Lee despre activistul și naționalistul negru afroamerican, Malcolm X. Filmul este bazat pe The Autobiography of Malcolm X. Denzel Washington a fost nominalizat la Premiul Oscar pentru cel mai bun actor pentru rolul lui Malcolm X.
Malcolm X, faimosul lider afroamerican, al cărui tată, preot, a fost ucis de Ku Klux Klan, devine gangster și ajunge la închisoare. Aici descoperă religia musulmană prin scrierile lui Elijah Muhammad. Când iese din închisoare, începe să predice învățăturile lui Elijah. Pleacă în pelerinaj la Mecca, unde se convertește la religia musulmană. Își schimbă numele și decide să nu mai predice împotriva albilor, dându-și seama de eroarea acestor convingeri.

## Distribuție
- Denzel Washington — Malcolm X
- Angela Bassett — Betty Shabazz
- Albert Hall — Baines
- Al Freeman, Jr. — Elijah Muhammad
- Delroy Lindo — Archie
- Spike Lee — Shorty
- Theresa Randle — Laura
- Kate Vernon — Sophia
- Lonette McKee — Louise Little
- Tommy Hollis — Earl Little
- James McDaniel — Fratele Earl
- Ernest Lee Thomas — Sidney
- Jean-Claude La Marre — Benjamin 2X
- Wendell Pierce — Ben Thomas
- Giancarlo Esposito — Thomas Hayer
- Karen Allen — Doamna Dunne
- Peter Boyle — Căpitanul Green
- William Kunstler — Judecătorul
- David Patrick Kelly — Dl. Ostrowski

## Nominalizări

### Premiul Oscar
- Premiul Oscar pentru cel mai bun actor — Denzel Washington
- Premiul Oscar pentru cele mai bune costume — Ruth E. Carter

### Premiul Globul de Aur
- Premiul Globul de Aur pentru cel mai bun actor (dramă) — Denzel Washington